# (5974) 1991 UZ2
(5974) 1991 UZ2 (1991 UZ2, 1982 BJ9, 1986 WZ1, 1988 CO3, 1990 RT6) — астероїд головного поясу, відкритий 31 жовтня 1991 року.
Тіссеранів параметр щодо Юпітера — 3,195.